# Puchar BVA
Puchar BVA (oficjalnie Balkan Volleyball Association Cup, w skrócie BVA Cup) – coroczny turniej siatkarski organizowany przez Balkan Volleyball Association (BVA) zarówno w kategorii kobiet, jak i mężczyzn. Po raz pierwszy rozegrany został w 2008 roku. Uczestniczą w nim kluby zrzeszone w BVA.
Od 2012 roku zdobywca Pucharu BVA ma prawo uczestniczyć w danym sezonie w Pucharze Challenge kobiet i mężczyzn.

## Medaliści

### Rozgrywki mężczyzn
| Edycja | Rok  | 1. miejsce                     | 2. miejsce                    | 3. miejsce                  | 4. miejsce             |
| ------ | ---- | ------------------------------ | ----------------------------- | --------------------------- | ---------------------- |
| I      | 2008 | İstanbul Büyükşehir Belediyesi | AO Kifisias                   | Știința Explorări Baia Mare | Ribnica Kraljevo       |
| II     | 2009 | Fenerbahçe                     | Aris Marmouris Saloniki       | Partizan Belgrad            | OK Napredak Odžak      |
| III    | 2010 | Ribnica Kraljevo               | Știința Explorări Baia Mare   | Teuta Durrës                |                        |
| IV     | 2011 | Universitatea Cluj             | Ribnica Kraljevo              | Szkendija Tetowo            | MOK Brčko-Jedinstvo    |
| V      | 2012 | İstanbul Büyükşehir Belediyesi | Partizan Termoelektro Belgrad | Știința Explorări Baia Mare |                        |
| VI     | 2013 | Fenerbahçe Grundig             | Studenti Tirana               | Vojvodina NS seme Nowy Sad  |                        |
| VII    | 2014 | Maliye Milli Piyango           | Știința Explorări Baia Mare   | PAOK                        | Budućnost Podgorica    |
| VIII   | 2015 | Spartak Ljig                   | CSM București                 | Beşiktaş                    | OK Radnik Bijeljina    |
| IX     | 2016 | Galatasaray                    | Spartak Ljig                  | CSM București               | OK Radnik Bijeljina    |
| X      | 2017 | İnegöl Belediyespor            | CSM București                 | OK Radnik Bijeljina         | Jedinstvo Stara Pazova |
| XI     | 2018 | Ziraat Bankası                 | Chebyr Pazardżik              | CSM București               | Mladi Radnik Požarevac |
| XII    | 2019 | Tokat Belediye Plevne          | Gio Strumica                  | Prishtina Volley            |                        |
| XIII   | 2020 | Halkbank                       | KV Ferizaj                    |                             |                        |
| XIV    | 2021 | Halkbank                       | Radnički Kragujevac           | AOP Kifisias                |                        |
| XV     | 2022 | Cizre Belediyespor             | KV Peja                       | DOR-UTM Kiszyniów           |                        |
| XVI    | 2023 | Spartak Subotica               | Bursa Büyükşehir Belediyesi   | Pijasos Polichnis           | KV Peja                |
| XVII   | 2024 | Arkas Spor                     | Beroe 2016 Stara Zagora       | Steaua Bukareszt            | Pijasos Polichnis      |

### Rozgrywki kobiet
| Edycja | Rok  | 1. miejsce                    | 2. miejsce                    | 3. miejsce                         | 4. miejsce       |
| ------ | ---- | ----------------------------- | ----------------------------- | ---------------------------------- | ---------------- |
| I      | 2008 | Beşiktaş JK                   | Tent Obrenovac                | Lewski Siconco Sofia               | OK Tuzla         |
| II     | 2009 | Beşiktaş JK                   | VC Klek                       | Medicină Târgu Mureș               | OK Tuzla         |
| III    | 2010 | VC Unic LPS                   | İller Bankası Ankara          | OK Klek                            | ŽOK Luka Bar     |
| IV     | 2011 | Nilüfer Belediyesi Bursa      | CSM Lugoj                     | OOK Kolubara Lazarevac             | Teuta Durrës     |
| V      | 2012 | İller Bankası Ankara          | VC Unic LPS                   |                                    |                  |
| VI     | 2013 | Beşiktaş JK                   | CSM Lugoj                     | Željezničar Lajkovac               |                  |
| VII    | 2014 | İller Bankası Ankara          | CSM Târgoviște                | Marica Płowdiw                     |                  |
| VIII   | 2015 | Trabzon İdmanocağı SK         | Željezničar Lajkovac          | CSU Medicina Târgu Mureș ŽOK Gacko |                  |
| IX     | 2016 | Çanakkale Belediyespor Kulübü | Kazanlak Volley               | OK Rudar Pljevlja                  |                  |
| X      | 2017 | Željezničar Lajkovac          | Çanakkale Belediyespor Kulübü | Dinamo Bukareszt                   | OK Kula Gradačac |
| XI     | 2018 | Beşiktaş JK                   | CSM Lugoj                     | KV Drita Gjilan                    |                  |
| XII    | 2019 | THY Stambuł                   | Dinamo Bukareszt              | Željezničar Lajkovac               |                  |
| XIII   | 2020 | THY Stambuł                   | Željezničar Lajkovac          |                                    |                  |
| XIV    | 2021 | Aydın Büyükşehir Belediyespor | Jedinstvo Stara Pazova        | CSO Voluntari 2005                 | Aris Saloniki    |